# Thug Behram
Thug Behram (o Buhram), (1765 – 1840) del culte thuggee a l'Índia, va ser un dels assassins en sèrie més prolífics. Pogué haver matat fins a 931 víctimes entre 1790 i 1840 amb les robes cerimonials (o rumal, que en hindi significa mocador) usades per al seu culte. Behram va ser ajusticiat el 1840 en una execució a la forca.
Mentre que a Behram de vegades li són atribuïts 931 assassinats; a James Paton, un oficial de la Companyia Britànica de les Índies Orientals, qui va treballar per als thuggee i la Dacoity Office en la dècada de 1830 va escriure un manuscrit sobre els thuggee on cita a Behram dient que ell havia estat present en 931 assassinats, que havia escanyat amb les seues pròpies mans prop de 125 homes, i que havia vist ser escanyats a 150 més.